# Lindsay Burns
Lindsay Burns, född den 6 januari 1965 i Big Timber, Montana, är en amerikansk roddare.
Hon tog OS-silver i lättvikts-dubbelsculler i samband med de olympiska roddtävlingarna 1996 i Atlanta.